# Moreitzmühle
Die Moreitzmühle (niedersorbisch Mórojske młyn) war eine Wassermühle mit einem zwei Hektar großen Anwesen im alten preußischen Calauer Kreis in der Niederlausitz. Die Mühle befand sich am rechten Moreitzbach, einem Nebenlauf der Pößnitz in Nähe zur Ortschaft Klettwitz unweit des Vogelberges.